# Stati membri della Società delle Nazioni
Tra il 1920 ed il 1939 un totale di 63 nazioni divennero stati membri della Società delle Nazioni.
Il patto costituente la Società delle Nazioni fu incluso nel Trattato di Versailles ed entrò in vigore il 10 gennaio 1920; la Società fu sciolta il 18 aprile 1946. Le sue proprietà e responsabilità vennero trasferite all'Organizzazione delle Nazioni Unite (ONU).
La maggiore estensione della Società avvenne dal 18 settembre 1934, quando si unì l'Ecuador, fino al 23 febbraio 1935, quando si ritirò il Paraguay; in quel periodo contava 58 membri. In quel momento, solo la Costa Rica, il Brasile, il Giappone e la Germania nazista si erano ritirati, rispettivamente il 22 gennaio 1925, il 14 giugno 1926, il 27 marzo 1933 e il 19 ottobre 1933. Solo il Regno d'Egitto doveva ancora unirsi, il 26 maggio 1937.
I membri (elencati dalla prima data di adesione e in ordine alfabetico se furono ammessi nello stesso giorno) a quel tempo erano Argentina, Australia, Belgio, Bolivia, l'Impero britannico, Canada, Cile, Cina, Colombia, Cuba, Cecoslovacchia, Danimarca, El Salvador, Francia, Grecia, Guatemala, Haiti, Honduras, India, Italia, Liberia, Paesi Bassi, Nuova Zelanda, Nicaragua, Norvegia, Panama, Paraguay, Persia/Iran, Perù, Polonia, Portogallo, Romania, Siam, Sudafrica, Spagna, Svezia, Svizzera, Uruguay, Venezuela, Jugoslavia, Austria, Bulgaria, Finlandia, Lussemburgo, Albania, Estonia, Lettonia, Lituania, Ungheria, lo Stato Libero d'Irlanda, Etiopia, Repubblica Dominicana, Messico, Turchia, Iraq, Unione sovietica, Afghanistan ed Ecuador.
Dei 42 membri fondatori, 23 (o 24, contando la Francia libera) erano ancora membri della Società delle Nazioni disciolta nel 1946. Altri 21 stati si unirono tra il 1920 e il 1937, ma sette si ritirarono, o furono espulsi prima del 1946.
Le nazioni sono elencate nell'anno in cui si unirono alla Società. La parola "ritiro" indica che una nazione ha lasciato di sua volontà. La parola "cessato" indica che una nazione ha cessato di esistere a seguito di annessione alla Germania, all'italia o all'Unione sovietica. L'Unione sovietica fu espulsa dalla Società nel 1939, a seguito dell'invasione della Finlandia, e fu l'unica nazione ad aver subito l'espulsione.
Nonostante la firma iniziale del patto, gli Stati Uniti non si unirono mai alla Società delle Nazioni. Arabia Saudita (allora Regno hascemita dell'Hegiaz) firmò anch'esso il Patto, ma non vi aderì, come fecero anche alcuni stati sovrani relativamente isolati dell'Europa e Asia non ha aderito nemmeno, tra cui l'Islanda, il Bhutan, la Filippine, il Mongolia, il Nepal, e lo Yemen.
In maniera analoga, nessuno dei microstati europei di Andorra, Liechtenstein, Principato di Monaco, San Marino, e Città del Vaticano cercò mai di entrare nell'organizzazione.

## Cartina

La cartina del mondo nel periodo 1920–1945, che mostra in membri della Società delle Nazioni durante la sua storia.
Membri
Colonie dei membri
Mandati
Non membri
Colonie dei non membri

Membri
     Colonie dei membri
     Mandati
     Non membri
     Colonie dei non membri

## 10 gennaio 1920: membri fondatori
- Argentina (ritirata nel 1921 su rigetto di una risoluzione argentina sul fatto che tutti gli stati sovrani avrebbero dovuto essere ammessi alla Società.[1] Riassunse la piena partecipazione il 26 settembre 1933[2])
- Belgio
- Bolivia
- Brasile (ritirato il 14 giugno 1926)
- Impero britannico; ammissione separata per:[3]
  -  Regno Unito di Gran Bretagna e Irlanda
  -  Australia
  -  Canada
  -  Raj britannico
  -  Nuova Zelanda
  -  Sudafrica
- Cile (ritirato il 14 maggio 1938)
- Cina
- Colombia
- Cuba
- Cecoslovacchia (occupata dalla Germania nazista il 15 marzo 1939)[4]
- Danimarca[5]
- El Salvador (ritirato l'11 agosto 1937)
- Francia (la Repubblica di Vichy si ritirò il 18 aprile 1941; il ritiro non fu riconosciuto dalle forze di France libre)
- Grecia
- Guatemala (ritirato il 26 maggio 1936)
- Haiti (ritirato nell'aprile 1942)
- Honduras (ritirato il 10 luglio 1936)
- Italia (ritirata l'11 dicembre 1937)
- Giappone (ritirato il 27 marzo 1933)
- Liberia
- Paesi Bassi
- Nicaragua (ritirato il 27 giugno 1936)
- Norvegia
- Panama
- Paraguay (ritirato il 23 febbraio 1935)
- Persia (conosciuta come Iran dal 1934)
- Perù (ritirato l'8 aprile 1939)
- Polonia
- Portogallo
- Romania (ritirata l'11 luglio 1940)[6]
- Siam (conosciuto come Thailandia dal 1939)[7]
- Spagna (ritirata nel maggio 1939)
- Svezia
- Svizzera
- Uruguay
- Venezuela (ritirata il 12 luglio 1938)
- Jugoslavia (conosciuta come Regno dei Serbi, Croati e Sloveni fino al 1929)[8]

## 1920
- Austria (fu ammessa il 15 dicembre 1920; occupata e annessa dalla Germania il 13 marzo 1938)
- Bulgaria (ammessa il 16 dicembre 1920)
- Costa Rica (ammessa il 16 dicembre 1920; ritirata il 22 gennaio 1925)
- Finlandia (ammessa il 16 dicembre 1920)[9]
- Lussemburgo (ammesso il 16 dicembre 1920)[10]
- Albania (ammessa il 17 dicembre 1920)[11]

## 1921
- Estonia (ammessa il 22 settembre 1921; occupata ed annessa dall'Unione sovietica nel 1940)
- Lettonia (ammessa il 22 settembre 1921; occupata ed annessa dall'Unione Sovietica nel 1940)
- Lituania (ammessa il 22 settembre 1921; occupata ed annessa dall'Unione Sovietica nel 1940)

## 1922
- Ungheria (fu ammessa il 18 settembre 1922; si ritirò l'11 aprile 1939)

## 1923
- Stato Libero d'Irlanda (fu ammessa il 10 settembre 1923, conosciuta come Irlanda dal 1937)
- Impero d'Etiopia (fu ammessa il 28 settembre 1923)

## 1924
- Rep. Dominicana (fu ammessa il 28 settembre 1924)

## 1926
- Repubblica di Weimar (fu ammessa l'8 settembre 1926; si ritirò il 19 ottobre 1933)

## 1931
- Messico (fu ammesso il 9 settembre 1931, dichiarato membro il 12 settembre 1931)[12]

## 1932
- Turchia (fu ammessa il 18 luglio 1932)
- Iraq (fu ammesso il 3 ottobre 1932)

## 1934
- Unione Sovietica (fu ammessa il 18 settembre 1934; espulsa il 14 dicembre 1939)
- Afghanistan (fu ammesso il 27 settembre 1934)
- Ecuador (fu ammesso il 28 settembre 1934)

## 1937
- Egitto (fu ammesso il 26 maggio 1937)